# Великофоснянська сільська рада
Великофоснянська сільська рада — колишня адміністративно-територіальна одиниця та орган місцевого самоврядування у Овруцькому районі Коростенської і Волинської округ, Київської й Житомирської областей УРСР та України з адміністративним центром у с. Велика Фосня.

## Населені пункти
Сільській раді підпорядковувалися населені пункти:
- с. Велика Фосня
- с. Мала Фосня

## Населення
Кількість населення ради, станом на 1923 рік, становила 2 786 осіб, кількість дворів — 576.
Відповідно до результатів перепису населення СРСР, кількість населення ради, станом на 12 січня 1989 року, становила 1 912 осіб.
Станом на 5 грудня 2001 року, відповідно до перепису населення України, кількість мешканців сільської ради становила 1 383 особи.

## Склад ради
Рада складалася з 16 депутатів та голови.

### Керівний склад сільської ради
| ПІБ                        | Основні відомості                                                                                     | Дата обрання | Дата звільнення |
| -------------------------- | --- | ------------ | --------------- |
| Круглян Сергій Миколайович | Сільський голова, 1972 року народження, освіта, член Соціал-демократичної партії України (об'єднаної) | 26.03.2006   | 31.10.2010      |
| Круглян Сергій Миколайович | Сільський голова, 1972 року народження, освіта вища, член Партії регіонів                             | 31.10.2010   |                 |

Примітка: таблиця складена за даними джерела

## Історія
Створена 1923 року в складі сіл Велика Фосня, Вереси, Костюшки, Мала Фосня та Сарнинка Великофосенської волості Овруцького повіту Волинської губернії. 7 березня 1923 року увійшла до складу новоствореного Овруцького району Коростенської округи.
Станом на 1932 рік у сільраді було колективізовано 17,4 % господарств. Виконання хлібозаготівель, станом на 01.01.1932 р., становило 110 %.
Станом на 1 вересня 1946 року сільрада входила до складу Овруцького району Житомирської області, на обліку в раді перебували села Велика Фосня, Велика Фосня Друга, Верби, Костюшки, Мала Фосня та Сарнинка.
27 лютого 1961 року села Вереси, Костюшки та Сарнинка приєднано до с. Велика Фосня.
Станом на 1 січня 1972 року сільрада входила до складу Овруцького району Житомирської області, на обліку в раді перебували села Велика Фосня та Мала Фосня.
17 січня 1977 року до складу ради включено с. Острів Підрудянської сільської ради, котре, 18 червня 1990 року, передане до складу відновленої Зарічанської сільської ради Овруцького району.
Виключена з облікових даних 9 листопада 2017 року через об'єднання до складу Овруцької міської територіальної громади Овруцького району Житомирської області.